# غيرن (تورينغن)
غرن (تورينغن) (بالألمانية: Gehren) هي بلدة ألمانية و تقع في ألمانيا في Ilm-Kreis. يقدر عدد سكانها بـ 3,939 نسمة .

## توأمة
لغيرن (تورينغن) اتفاقيات توأمة مع:
- نيدراو

## أعلام
- ماريا باش
- يوهان ميخائيل باش